# Випхавади Рангсит
Принцесса Випхавади Рангсит (тайск. วิภาวดีรังสิต; 20 ноября 1920, Бангкок, Таиланд — 16 февраля 1977, Сураттхани, Таиланд) — тайская писательница, представитель тайской королевской семьи. Получила известность благодаря своим проектам по развитию сельского хозяйства в Таиланде.

## Детство, юношество
Принцесса Випхавади Рангсит родилась 20 ноября 1920 года в Бангкоке. Випхавади — старшая дочь Ратчани Чемчарата, принца Пхитхайялонгкорна, и принцессы Пхонпхимонпхан Ратчани. Принцесса посещала частную школу в Бангкоке. После школы работала личным секретарем своего отца, который в тот период считался одним из самых талантливых и прогрессивных поэтов эпохи Раттанакосин. Принц Пхитхайялонгкорн писал стихотворения под псевдонимом НоМоСо (тайск.: น.ม.ส.). В возрасте 14 лет принцесса Випхавади написала свой первый короткий рассказ. Королевская семья была счастлива, что принцесса унаследовала талант отца. Принцесса Випхавади писала под псевдонимом Во На Прамуанмак (тайск.: ว.ณ. ประมวญมารค). Свой первый роман «Головоломка» (тайск.: ปริศนา) принцесса написала, когда ей было 18 лет.

## Личная жизнь
В 1946 году принцесса Випхавади вышла замуж за принца Рангсита. Молодожены были единственной парой, которая получила благословение короля Таиланда Рамы VIII Ананды Махидона (погиб в 1946 году, возглавлял страну несколько месяцев). Принцесса Випхавади родила двух дочерей.

## Карьера
Помимо творческой деятельности принцесса занималась исполнением различных королевских проектов, направленных на улучшение качества жизни граждан Таиланда. Так, с 1957 года принцесса сопровождала короля Таиланда Раму IX Пхумипона Адульядета и королеву Сирикит в их поездках по стране. В 1960 году во время первого королевского визита заграницу принцесса, сопровождавшая королевскую пару, получила статус фрейлины королевы Сирикит. Вместе с королем Рамой IX и королевой Сирикит принцесса Випхавади посетила 25 стран.
В течение десяти лет принцесса Випхавади занималась разработкой и осуществлением проектов по развитию сельского хозяйства в южных районах Таиланда. Эти проекты финансировались королем Таиланда Рамой IX Пхумипоном Адульядетом. В 1967 году она лично отправилась в провинцию Сураттхани по приказу короля. Принцессу сопровождала специальная медицинская бригада. Кроме того, принцесса на личные средства закупала лекарства, школьные принадлежности, одежду и др., чтобы помочь нуждающимся в отдаленных провинциях на юге Таиланда.
С 1950-х гг. коммунистическая партия Таиланда вела активную пропаганду в отдаленных районах страны. С 1960-х гг. правительство Таиланда развернуло репрессии против коммунистов, и многих общественных и политических деятелей, поддерживавших коммунистические идеи, посадили в тюрьму. В 1965 году коммунисты создали Национально-освободительную армию Таиланда — партизанские отряды противостояли армии и полиции Таиланда. Партизаны развернули пропагандистскую деятельность в южных районах Таиланда, куда часто приезжала принцесса Випхавади. 16 февраля 1977 года принцесса прибыла с лекарствами и продовольствием в провинцию Сураттхани. Сопровождавшие ее пограничники были ранены в результате взрыва мины. Принцесса вместе с ранеными офицерами отправилась в больницу на королевском вертолете. Коммунисты атаковали низко летевший самолет, принцесса была тяжело ранена и скончалась на месте.
Кремация принцессы проходила в монастыре Ратчабопхит 4 апреля 1977 года. За заслуги перед страной и народом король посмертно наградил принцессу самым высшим орденом Дома Чакри.